# Villa Falconieri (film)
Pour plus de détails, voir Fiche technique et Distribution.
Villa Falconieri est un film germano-italien réalisé par Richard Oswald, sorti en 1928.

## Synopsis
Un jeune comte et poète loue la Villa Falconieri pour se rapprocher de la princesse Sora dont il se croit amoureux. Cependant, alors qu'il y est, il rencontre la belle Maria Mariano et son mari brutal Vittorio.

## Fiche technique
- Titre français : Villa Falconieri
- Réalisation : Richard Oswald
- Scénario : Alfred Halm d'après le roman de Richard Voss
- Photographie : Giovanni Vitrotti
- Pays de production : République de Weimar - Royaume d'Italie
- Format : Noir et blanc - 1,33:1 - Film muet
- Genre : drame
- Date de sortie : 1928

## Distribution
- Maria Jacobini : Maria Mariano
- Hans Stüwe : Cola Graf Campana, écrivain
- Eve Gray : Princesse Sora
- Clifford McLaglen : Vittorio Mariano
- Elena Sangro : Assunta Neri, actrice
- Oreste Bilancia : Daniele